# An Airplane Carried Me to Bed
An Airplane Carried Me To Bed è un album del progetto musicale statunitense synthpop Owl City, quando ancora si firmava Sky Sailing, pubblicato il 13 luglio 2010 in America, mentre il 27 luglio 2010 nel resto del mondo in forma digitale esclusivamente su iTunes per l'etichetta discografica Universal Republic.
L'album è stato promosso dal singolo Tennis Elbow scaricabile gratuitamente dal sito internet ufficiale del cantante e, in forza minore, da I Live Alone, un'altra canzone contenuta nell'album anch'essa pubblicata sul sito web ufficiale. Il primo singolo ufficiale è però Brielle, uscito il 17 luglio 2010 su VEVO..

## Tracce
Tutte le canzoni sono state scritte da Adam Young.
1. Captains of the Sky – 2:44
2. Brielle – 4:06
3. Steady As She Goes – 2:36
4. Explorers – 4:10
5. A Little Opera Goes A Long Way – 3:48
6. Tennis Elbow – 3:45
7. Blue and Red – 3:39
8. Alaska – 2:36
9. I Live Alone – 4:05
10. Take Me Somewhere Nice – 2:47
11. Sail Boats – 4:19

Bonus track Pre-Ordinazione
1. Flowers On The Field